# Корнешть (комуна, Клуж)
Корнешть, Корнешті (рум. Cornești) — комуна у повіті Клуж в Румунії. До складу комуни входять такі села (дані про населення за 2002 рік):
- Ігріція (73 особи)
- Бирля (194 особи)
- Корнешть (287 осіб) — адміністративний центр комуни
- Лужердіу (389 осіб)
- Мореу (84 особи)
- Стояна (246 осіб)
- Тіоку-де-Жос (190 осіб)
- Тіоку-де-Сус (133 особи)
- Тіолтіур (213 осіб)

Комуна розташована на відстані 344 км на північний захід від Бухареста, 29 км на північ від Клуж-Напоки.

## Населення
За даними перепису населення 2002 року у комуні проживали 1809 осіб.
Національний склад населення комуни:
| Національність | Кількість осіб | Відсоток |
| -------------- | -------------- | -------- |
| румуни         | 1516           | 83,8%    |
| угорці         | 265            | 14,6%    |
| цигани         | 28             | 1,5%     |

Рідною мовою назвали:
| Мова      | Кількість осіб | Відсоток |
| --------- | -------------- | -------- |
| румунська | 1552           | 85,8%    |
| угорська  | 257            | 14,2%    |

Склад населення комуни за віросповіданням:
| Релігія            | Кількість осіб | Відсоток |
| ------------------ | -------------- | -------- |
| православні        | 1442           | 79,7%    |
| реформати          | 190            | 10,5%    |
| п'ятдесятники      | 88             | 4,9%     |
| римо-католики      | 48             | 2,7%     |
| греко-католики     | 26             | 1,4%     |
| не релігійні       | 6              | 0,3%     |
| не вказали релігію | 3              | 0,2%     |

## Зовнішні посилання
- Дані про комуну Корнешть на сайті Ghidul Primăriilor [Архівовано 26 жовтня 2009 у Wayback Machine.]